# 1990년 두샨베 봉기
1990년 두샨베 봉기(러시아어: Массовые беспорядки в Душанбе)는 1990년 2월 12일부터 14일까지 이틀간 소련 타지크 SSR의 수도인 두샨베에서 발생한 반정부 소요 사태이다.

## 배경
1988년 아제르바이잔 소비에트 사회주의 공화국에서 일어난 숨가이트 포그롬과 바쿠 포그롬 등 반아르메니아 폭동으로 아제르바이잔에서 온 아르메니아인 난민 39명이 두샨베에 임시 정착했다. 1990년에는 이 1988년 일어난 아르메니아인 유입이 두샨베 봉기를 촉발시킨 루머를 만들어냈다. 이 소문에선 들어오는 난민 수를 2,500명에서 5천명 가량이라고 부풀렸다. 또한 루머에서는 아르메니아인이 두샨베의 신규 주택으로 이주한다는 말이 돌았는데, 당시 두샨베는 극심한 주택난을 겪고 있었다. 아르메니아 난민들은 신규 공공주택이 아니라 타지키스탄에 있는 친척의 집에서 묵어야 했고, 1990년 시점에서는 이미 난민들이 타지크를 떠나 아르메니아로 되돌아간 상태라 타지크 정부는 공식적으로 여러 소문을 부정했지만 시위를 막을 순 없었다. 타지키스탄 공산당 제1서기였던 카하르 마흐카모프는 아르메니아인의 정착이 더 이상 이뤄지지 않을 것이라 확언했으나 시위대는 이를 부정했다.

## 전개

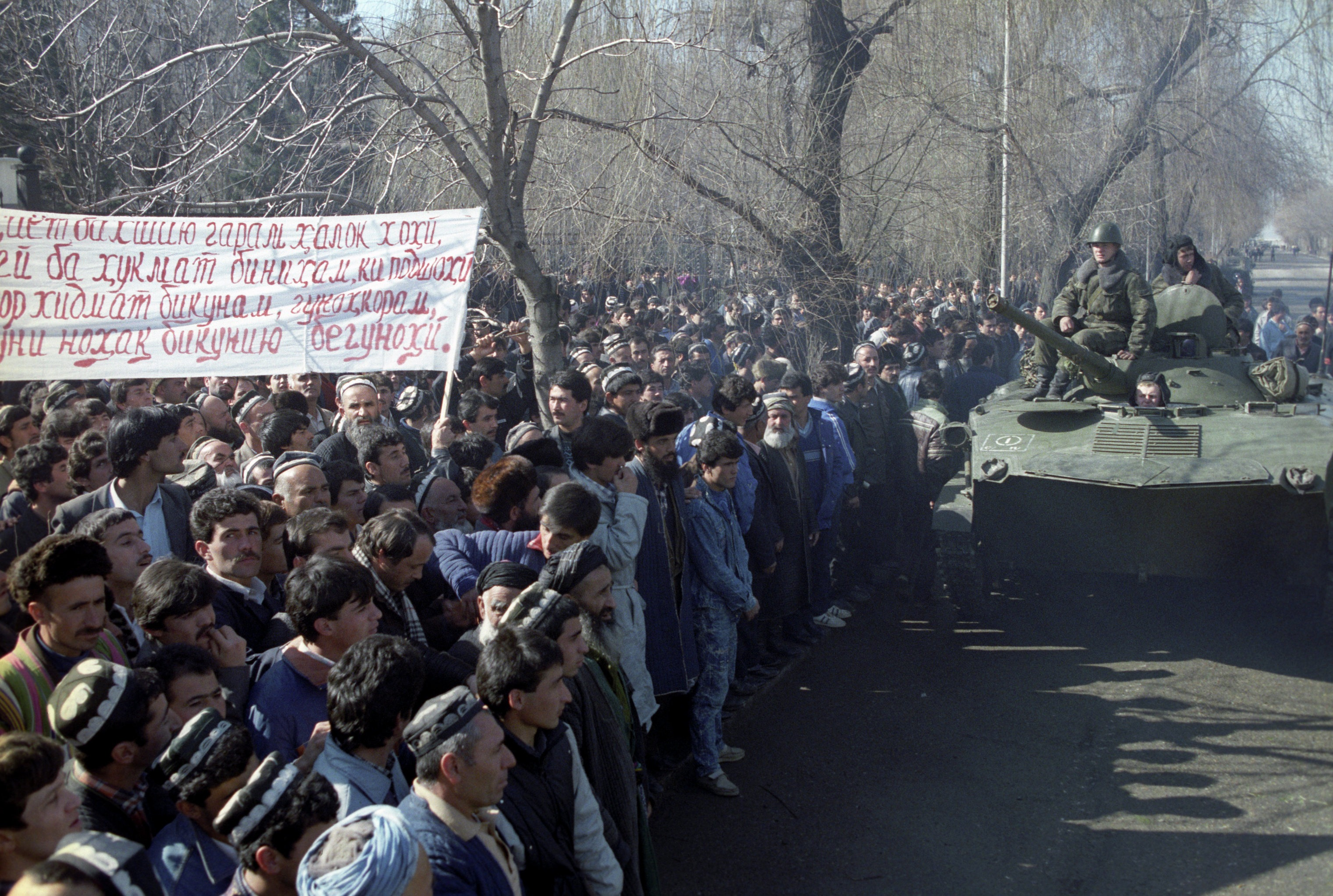
2월 18일, 두샨베 거리를 지나가는 BMD-1 장갑차.

2월 11일, 아르메니아 난민들에게 새로운 아파트를 준다는 소문이 퍼지자 4천명 이상의 사람들이 타지키스탄 공산당 중앙위원회 건물 앞(현재의 도스티 광장)에 모였다. 두샨베에 모인 몇몇 아르메니아인들은 "타지크인을 곤경에 빠뜨리고 싶지 않다"며 타지키스탄을 다시 떠났다.
뒤이어 민족주의 세력인 라스토헤스 인민운동이 후원하는 시위가 폭력적으로 변했다. 다음 날인 2월 12일에는 "아르메니아인을 타도하라!"는 외침이 타지키스탄 공산당 제1서기를 겨냥한 "마흐카모프를 타도하라!"는 구호로 바뀌었다. 그 외에도 시위대는 급진적인 경제, 정치적 개혁을 요구했다. 시위대는 건물 안으로 진입해 불을 질렀다. 또한 저녁 무렵에는 경찰이 총격을 가한 데 대응해 소수민족의 상점과 집을 불태우고 파괴하기 시작했다. 같은 날 밤엔 두샨베에 비상사태가 선포되었다.
2월 13일이 넘어 정부청사, 상점, 기타 건물들이 공격받고 약탈당했으며 도시의 전 기능이 사실상 마비되었다. 아르메니아인, 러시아인, 기타 소수민족을 표적으로 한 공격도 일어났다. 공공장소에서 유럽인의 복장을 입은 타지크인 여성에 대한 괴롭힘도 발생했다. 이 소요사태는 마흐카모프가 두샨베에 소집한 5천명 가량의 소련군이 진압했다. 하지만 마흐카모프의 과도한 군사력 의존으로 부리 카리모프 각료회의 부의장은 이를 비판하고 타지키스탄 공산당 지도부의 사임을 요구했다. 1990년 2월 14일 마흐카모프와 타지키스탄의 총리 이자툴로 카요예프가 동시에 사임서를 제출했으나 타지키스탄 공산당 중앙위원회는 사임서를 반려했다.
며칠 동안 일어난 두샨베 봉기로 총 26명이 사망하고 565명이 부상을 입었다. 소요사태 가담 혐의로 유죄 판결을 받은 타지키스탄 청년 운동가 중에는 나중에 타지키스탄의 내무부 장관이 되는 야쿠브 살리모프도 있었다. 이웃한 투르크멘 소비에트 사회주의 공화국에서도 소규모의 반아르메니아 소요 사태가 발생했다.

## 같이 보기
- 타지키스탄 내전

## 참고 문헌
- Takeyh, Ray; Nikolas K. Gvosdev (2004). 《The Receding Shadow of the Prophet》. Greenwood Publishing Group. ISBN 0-275-97629-7.
- Kolstø, Pål; Andrei Edemsky (1995). 《Russians in the Former Soviet Republics》. Indiana University Press. 213쪽. ISBN 0-253-32917-5.
- Collins, Kathleen (2006). 《Clan politics and regime transition in Central Asia》. Cambridge University Press. 155쪽. ISBN 0-521-83950-5. 2008년 10월 23일에 확인함. Dushanbe riots islamists.
- Allworth, Edward (1994). 《Central Asia, 130 Years of Russian Dominance》. Duke University Press. 586–587쪽. ISBN 0-8223-1521-1. 2008년 10월 23일에 확인함.